# Ремек-дело (албум)
Ремек-дело је дебитантски студијски албум српске певачице Сање Вучић. Издат је на њеном јутјуб каналу, и за сваку песму снимљени су музички спотови. Албум је објавила певачицина дискографска кућа  Lil Wolf & Wolf Music 30. октобра 2023. године, и представља микс жанрова, од попа, р'н'б-а, фолка и турбофолка. Једна од песама на албуму је дует са Нућијем. Многе песме на албуму писала је сама певачица.

## Списак песама
| №  | Назив       | Текст                           | Музика                         | Трајање |  |
| 1. | Ремек-дело  | Сања Вучић                      | Александар Милић, Саша Лазић   |         |  |
| 2. | Зумбул      | Сања Вучић                      | Марко Глухаковић, Сања Вучић   |         |  |
| 3. | Ђене ђене   | Павле Суботић                   | Кристиан Флореа, Павле Суботић |         |  |
| 4. | Олоши       | Сања Вучић                      | Марко Глухаковић               |         |  |
| 5. | Лако је њој | Саша Лазић                      | Марко Глухаковић               |         |  |
| 6. | Керозин     | Сања Вучић                      | Марко Глухаковић               |         |  |
| 7. | Рузмарин    | Сања Вучић, Нући                | Сања Вучић, Нући, Хени         |         |  |
| 8. | Можда       | Љиљана Јорговановић, Саша Лазић | Саша Лазић                     |         |  |